# Oleg Tikhomirov
Oleg Tikhomirov (* 28. Juni 1989 in Moskau, Sowjetunion) ist ein russisch-deutscher Schauspieler.

## Leben
Tikhomirov wuchs in Bonn auf. Von 2013 bis 2017 absolvierte er seine Schauspielausbildung an der Universität der Künste Berlin. Neben dem Studium übernahm er kleine Rollen in Film- und TV-Produktionen. Einem größeren Publikum wurde er 2017 durch die Rolle des Boris Wolkow in der deutschen Kriminal-Fernsehserie Babylon Berlin bekannt. Von 2017 bis 2019 war Tikhomirov festes Ensemblemitglied am Münchner Volkstheater. Anschließend spielte er von 2019 bis 2020 in Christian Stückls Inszenierung Hiob am Burgtheater in Wien.
Tikhomirov lebt mit seiner Partnerin in Berlin und ist Vater zweier Kinder.

## Filmografie
- 2014: Mit Burnout durch den Wald, Regie: Michael Rowitz
- 2014: Kleine Hände im Großen Krieg (Small Hands in a Big War, Miniserie, Folge 7), Regie: Matthias Zirzow
- 2015, 2025: In aller Freundschaft (Fernsehserie, 2 Folgen), Regie: Frank Gotthardy, Gero Weinreuter
- 2015: Jesus Cries, Regie: Brigitte Maria Mayer
- 2016: Tempel (Fernsehserie, 3 Folgen), Regie: Philipp Leinemann
- 2016: August, Regie: Omer Fast
- 2017: Es war einmal in Deutschland …, Regie: Sam Garbarski
- 2017: Genius (Fernsehserie, Folge 1x01), Regie: Ron Howard
- 2017: Die Unsichtbaren – Wir wollen leben, Regie: Claus Räfle
- 2017: Babylon Berlin (Fernsehserie, 4 Folgen), Regie: Tom Tykwer, Hendrik Handloegten, Achim von Borries
- 2018: Werk ohne Autor, Regie: Florian Henckel von Donnersmarck
- 2019: Der Kriminalist (Fernsehserie, Folge 14x01), Regie: Züli Aladağ
- 2019: Tatort: Väterchen Frost, Regie: Torsten C. Fischer
- 2020: Kids Run, Regie: Barbara Ott
- 2020: Helen Dorn: Atemlos, Regie: Sebastian Ko
- 2020: Deutschland 89, (Fernsehserie, 3 Folgen) Regie: Soleen Yusef, Randa Chahoud
- 2020: Das Boot (Fernsehserie, Folge 2x01), Regie: Matthias Glasner
- 2020: Großstadtrevier (Fernsehserie, 2 Folgen), Regie: Torsten Wacker
- 2021: SOKO Leipzig (Fernsehserie, Folge 22x04), Regie: Herwig Fischer
- seit 2021: Jenseits der Spree (Fernsehserie)
- 2021: Schneller als die Angst (Miniserie, 6 Folgen), Regie: Florian Baxmeyer
- 2022: SOKO Köln (Fernsehserie, Folge Tief verletzt)
- 2022: Stralsund: Wilde Hunde (Fernsehreihe)
- 2022: Das Privileg – Die Auserwählten (Fernsehfilm, Netflix)
- 2022: Tatort: Das Mädchen, das allein nach Haus’ geht
- 2023: Spreewaldkrimi: Die siebte Person (Fernsehreihe)
- 2023: Tatort: Borowski und das unschuldige Kind von Wacken
- 2023: Tatort: Pyramide
- 2024: Tatort: Zerrissen

## Theater
- 2015: Einige Nachrichten an das All, Regie: Rebekka David, Berliner Arbeiter-Theater
- 2016: Heizdeckenland Du, Regie: Kerstin Kusch, Hans Otto Theater Potsdam
- 2016: Die Rückseite der Landschaft, Regie: Roman Senkl, Deutsches Theater Berlin
- 2016: Fallobst im Westen, Regie: Kieran Joel, Berliner Arbeiter-Theater
- 2017: Paradies Fluten, Regie: Jessica Glause, Münchner Volkstheater
- 2017: Die Möwe, Regie: Christian Stückl, Münchner Volkstheater
- 2017: Children of Tomorrow, Regie: Corinne Maier, Münchner Volkstheater
- 2018: Das Ferne Land, Regie: Nicolas Chareaux, Münchner Volkstheater
- 2018: Das Bildnis des Dorian Gray, Regie: Abdullah Kenan Karaca, Münchner Volkstheater
- 2018: In den Straßen keine Blumen, Regie: Pinar Karabulut, Münchner Volkstheater
- 2018: Sommernachtstraum, Regie: Kieran Joel, Münchner Volkstheater
- 2018: Glaube, Liebe, Hoffnung, Regie: Christian Stückl, Münchner Volkstheater
- 2019: Hiob, Regie: Christian Stückl, Burgtheater Wien